# Saison 4 de Naruto Shippuden
Pour un article plus général, voir Liste des épisodes de Naruto Shippuden.
Chronologie
Saison 3 de Naruto Shippuden Saison 5 de Naruto Shippuden

## Légende des tableaux
|  | Épisodes adaptés (sans couleur d'arrière plan) |

|  | Épisodes filler (hors manga) |

Légende : Les épisodes fillers (épisodes hors série exclusifs à l'animé qui ne sont pas dans les mangas) sont surlignés en couleur.

## Saison 4
Diffusée sur TV Tokyo entre le 2 octobre 2008 et le 26 mars 2009, elle contient 25 épisodes.

Diffusée en France sur Game One entre le 19 octobre 2009 et le 19 novembre 2009.
| No | Titre français                    | Titre japonais      | Titre japonais                                                                        | Date de 1re diffusion |
| No | Titre français                    | Kanji               | Rōmaji                                                                                | Date de 1re diffusion |
| --- | --------------------------------- | ------------------- | ------------------------------------------------------------------------------------- | --------------------- |
| 78 | Jugement sacré                    | 下された裁き        | Kudasareta sabaki                                                                     | 2 octobre 2008        |
| [Chapitres 323 à 325] — Hidan a piégé Asuma en utilisant sa malédiction sur ce dernier, faisant blesser son adversaire en même temps qu'il s'inflige des blessures à lui-même. Ayant compris la stratégie du membre immortel de l'Akatsuki grâce à la faux que celui-ci détient, Shikamaru l'oblige à sortir du symbole, que son ennemi a lui-même dessiné avec son sang sur le sol. Tiré d'affaire, le jõnin de l'équipe 10 en profite pour décapiter son opposant. |                                   |                     |                                                                                       |                       |
| 79 | Mauvaise Posture                  | 届かぬ絶叫          | Todokanu zekkyō (Le cri coincé dans la gorge)                                         | 2 octobre 2008        |
| [Chapitres 325-326] — Kakuzu se décide finalement à intervenir dans le combat et vient en aide à son coéquipier, décapité par Asuma, mais toujours vivant. Il recout la tête de son partenaire, puis affronte Izumo et Kotetsu. Il neutralise les deux ninjas de Konoha, permettant à Hidan de reprendre sa malédiction sur Asuma et le blesser mortellement. |                                   |                     |                                                                                       |                       |
| 80 | Les Dernières Paroles             | 最期の言葉          | Saigo no kotoba                                                                       | 16 octobre 2008       |
| [Chapitres 327-328] — Aoba, Gemma, Ino et Chôji arrivent à temps pour aider Asuma et son équipe, faisant battre en retraite Hidan et Kakuzu, contraints de fuir. Condamné à mourir, le jõnin de l'équipe 10 transmet ses dernières paroles à ses trois protégés, avant de rendre l'âme. Ino et Chôji pleurent la mort de leur maître, et Shikamaru essaie de fumer une cigarette sans y arriver. |                                   |                     |                                                                                       |                       |
| 81 | Triste Nouvelle                   | 悲しき報せ          | Kanashiki shirase                                                                     | 23 octobre 2008       |
| [Chapitres 329-330] — Hidan et Kakuzu ont été rappelés par le leader de l'Akatsuki, afin que tous les membres extraient Nibi, le démon-chat à deux queues, du corps de Yugito. Pendant l'extraction, celui-ci révèle le véritable objectif de l'organisation : la conquête du monde. Rentrés au village, Izumo, Kotetsu et Shikamaru apprennent à Tsunade la mort d'Asuma. Après des jours de travail, Naruto réussit enfin à transformer la nature de son chakra tout en modifiant sa forme, aidé par deux clones afin de se répartir les tâches et complimenté par Kakashi pour sa prouesse. Mais Yamato leur demande d'interrompre l'entraînement, car il les informe du décès d'Asuma.                                                    |                                   |                     |                                                                                       |                       |
| 82 | L’Équipe numéro 10                | 第十班              | Daijuppan                                                                             | 30 octobre 2008       |
| [Chapitres 330-331] — Shikamaru informe Kurenaï de la mort d'Asuma et elle fond en larmes. Tous les ninjas de Konoha assistent à ses funérailles sauf Shikamaru, qui préfère s'isoler dans son coin, car il est très affecté et se sent responsable de la mort de son maître. Un soir, pendant que Shikaku et lui jouent aux échecs, le voyant frustré, en colère et triste, son père l'encouage à sortir ses sentiments et il fond en larmes. Après s'être calmé, il réfléchit à une stratégie pour analyser son combat précédent, et met un plan au point, avant de réunir Ino et Chôji. Ils se rendent sur la tombe de leur mentor et le lendemain, ils retournent affronter les deux membres de l'Akatsuki, rejoints ensuite par Kakashi. |                                   |                     |                                                                                       |                       |
| 83 | Cible verrouillée                 | 標的捕捉            | Tāgetto rokkuon                                                                       | 6 novembre 2008       |
| [Chapitres 331 à 333] — Shikamaru explique ses plans d'attaques à l'équipe. |                                   |                     |                                                                                       |                       |
| 84 | Le Pouvoir de Kakuzu              | 角都の能力          | Kakuzu no nōryoku (Les facultés de Kakuzu)                                            | 13 novembre 2008      |
| [Chapitres 333-334] — Kakuzu révèle qu'il a la capacité de durcir son corps. Kakashi arrive à le surprendre en lui transperçant le cœur avec un Chidori. Cependant, Kakuzu n'est pas mort pour autant car il possède plusieurs cœurs. |                                   |                     |                                                                                       |                       |
| 85 | Un terrible secret                | 恐るべき秘密        | Osorubeki himitsu                                                                     | 20 novembre 2008      |
| [Chapitres 335-336] — Durant un combat toujours plus impressionnant entre Hidan, Kakuzu et l'équipe 10, Kakuzu explique comment il a pu se doter d'un tel pouvoir. |                                   |                     |                                                                                       |                       |
| 86 | Le Talent de Shikamaru            | シカマルの才        | Shikamaru no sai                                                                      | 4 décembre 2008       |
| [Chapitres 336-337] — Shikamaru arrive à piéger Hidan en l'emmenant à l'écart, tandis que Naruto et son équipe arrivent. |                                   |                     |                                                                                       |                       |
| 87 | Quand on maudit son prochain…     | 人を呪わば穴二つ    | Hito o norowaba ana futatsu (Quand vous maudissez les deux vous creusez leurs tombes) | 4 décembre 2008       |
| [Chapitres 338-339] — Shikamaru vainc Hidan en l'enfermant sous terre. Pendant ce temps, Naruto essaie sa nouvelle technique, pas encore tout à fait au point. |                                   |                     |                                                                                       |                       |
| 88 | Fûton, le shuriken tourbillonnant | 風遁・螺旋手裏剣！  | Fūton : Rasenshuriken! (Fûton - L'orbe shuriken !)                                    | 11 décembre 2008      |
| [Chapitres 339 à 342] — Naruto attaque Kakuzu avec l'« Orbe shuriken », mais échoue. Il demande à réessayer seul. Avec la permission de Yamato et Kakashi, Naruto retourne affronter Kakuzu avec sa nouvelle technique et défait le membre de l’Akatsuki pour de bon. Note : cet épisode clôt l'arc de Hidan et Kakuzu. |                                   |                     |                                                                                       |                       |
| 89 | Le Prix de la puissance           | 力の代償            | Chikara no daishō                                                                     | 18 décembre 2008      |
| [Chapitres 342 à 346] — Tsunade interdit à Naruto d'utiliser l'« Orbe shuriken », dangereux pour les cellules de son utilisateur. |                                   |                     |                                                                                       |                       |
| 90 | La Détermination d'un ninja       | 忍の決意            | Shinobi no ketsui                                                                     | 25 décembre 2008      |
| [Chapitres 343 à 347 + filler] — Un ANBU envoie une lettre concernant la découverte d'un repaire d'Orochimaru. Note : cet épisode débute l'arc filler de Sanbi. |                                   |                     |                                                                                       |                       |
| 91 | Le Repaire d’Orochimaru           | 発見 大蛇丸のアジト | Hakken - Orochimaru no (Découverte - Le repaire d’Orochimaru)                         | 8 janvier 2009        |
| Kakashi et l'équipe 8 découvrent la cachette d'Orochimaru pendant que Naruto commence son entraînement avec Jiraya qui consistera à combiner son affinité fūton avec l'affinité suiton des crapauds. |                                   |                     |                                                                                       |                       |
| 92 | La Rencontre                      | 遭遇                | Deai                                                                                  | 15 janvier 2009       |
| [Chapitres 342-343 + filler] — Naruto poursuit son entraînement, tandis qu'Orochimaru met Sasuke à l'épreuve. Kabuto est allé chercher Guren, une ancienne disciple d'Orochimaru éconduite, pour une mission spéciale. Celle-ci sélectionne quelques hommes pour l'accompagner. |                                   |                     |                                                                                       |                       |
| 93 | Attaque combinée                  | 通い合う心          | Kayoiau kokoro                                                                        | 22 janvier 2009       |
| Gamakichi et Gamatatsu ne peuvent pas utiliser le suiton. De son côté, Guren supprime la plupart des hommes, qu'elle a sélectionné et qui tentaient de se rebeller. Ils restent Rinji et ses 3 acolytes. |                                   |                     |                                                                                       |                       |
| 94 | Une nuit pluvieuse                | 雨一夜              | Ame hitoyo                                                                            | 29 janvier 2009       |
| Kakashi et l'équipe 8 attendent l'analyse du cristal provenant du jutsu de leur ennemi jusqu'ici inconnu. Alors que Tsunade ordonne à Yamato, Saï et Sakura de venir en aide à Kakashi, Yûkimaru, un jeune garçon utilisé par Orochimaru tombe malade du fait de l'ingestion de pilules données par Kabuto pour éveiller son pouvoir. |                                   |                     |                                                                                       |                       |
| 95 | Deux Talismans                    | ふたつのお守り      | Futatsu no omamori                                                                    | 5 février 2009        |
| Naruto rejoint finalement l'équipe Yamato. Gamakichi apprend à Naruto et à Gamatatsu une technique de dernière minute. L'équipe Kakashi est sur le point d'aller au combat. |                                   |                     |                                                                                       |                       |
| 96 | Un ennemi invisible               | 見えざる敵          | Miezaru teki                                                                          | 12 février 2009       |
| L'équipe Kakashi doit faire face aux compagnons de Guren, les trois acolytes de Rinji. Kakashi combat Gozu tandis que Nurari attaque Hinata dans un nuage de fumée verte lancé par Kigiri. Kiba et Akamaru essayent de rejoindre Hinata. |                                   |                     |                                                                                       |                       |
| 97 | Le Labyrinthe des miroirs         | 乱反射の迷宮        | Ranhansha no meikyū                                                                   | 19 février 2009       |
| L'équipe de Yamato part à la recherche de Kakashi, Kiba, Hinata et Shino. Mais ces derniers ont été emprisonnés par un jutsu de Guren. Naruto invoque Gamakichi et Gamatatsu et tente de briser le dôme de cristal. |                                   |                     |                                                                                       |                       |
| 98 | Cible en vue                      | 現れた標的          | Arawareta hyōteki                                                                     | 26 février 2009       |
| Naruto et les crapauds libèrent Hinata. Kabuto emmène son équipe sur le lac pour provoquer l'apparition du démon Sanbi grâce aux pouvoirs de Yûkimaru. |                                   |                     |                                                                                       |                       |
| 99 | Le Démon enragé                   | 荒れ狂う尾獣        | Arekurū bijū                                                                          | 5 mars 2009           |
| Sanbi fait son apparition mais devient subitement incontrôlable, quant aux membres de l'Akatsuki, ils sont déjà en route pour la capture de celui-ci. |                                   |                     |                                                                                       |                       |
| 100 | Dans le brouillard                | 霧の中で            | Kiri no naka de                                                                       | 12 mars 2009          |
| Naruto raconte ce qu'il a vu. Le Hokage ordonne la capture de Sanbi. Une brume créée par Sanbi provoque des hallucinations. |                                   |                     |                                                                                       |                       |
| 101 | Chacun ses sentiments             | それぞれの想い      | Sorezore no omoi                                                                      | 26 mars 2009          |
| L'équipe du scellage de Sanbi arrive. Naruto part à la recherche de Yûkimaru et finit par combattre avec Guren. |                                   |                     |                                                                                       |                       |
| 102 | Réorganisation!                   | 再編成！            | Saihensei!                                                                            | 26 mars 2009          |
| Une altercation entre Naruto et Guren a lieu mais elle est stoppée par Gozu, Kakashi et Yamato. D'autre part, le plan de scellage de Sanbi prend forme avec l'arrivée de Shizune, Tenten, Lee et Ino. |                                   |                     |                                                                                       |                       |